# Пошукові роботи

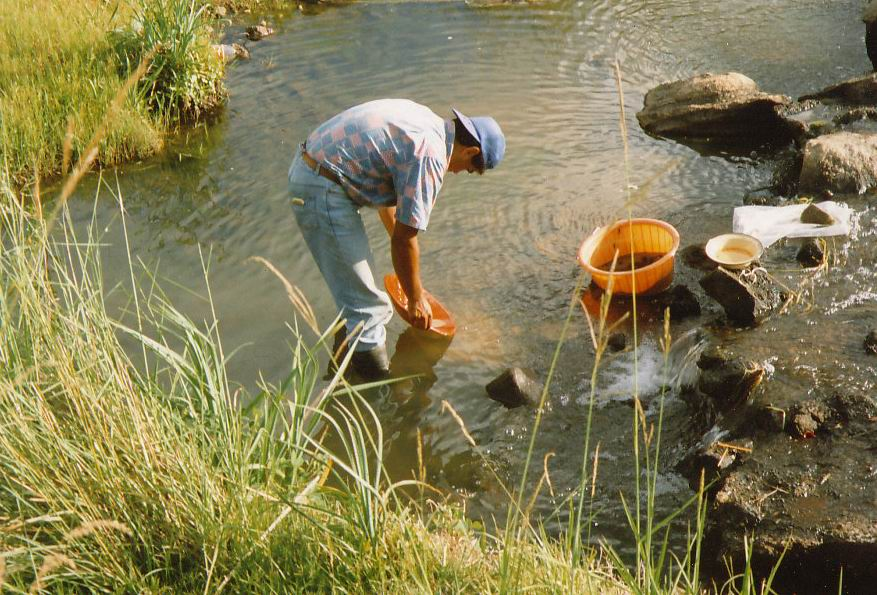
Проспектор-геолог відбирає пробу на золото.

Пошуко́ві робо́ти, проспекція (грец. prospekcija) в геології — етап прогнозування, на якому за результатами досліджень розробляються прогноз наявності викопних решток (в палеонтології), запасів корисних копалин і т. д., здійснюється верифікація даних і попередній підрахунок запасів.
Пошукові роботи – самостійна стадія геологорозвідувальних робіт на тверді корисні копалини. Направлені на виявлення ділянок потенційних родовищ в межах відомих і потенційних рудних полів і басейни осадових корисних копалин. Проводяться на площах, перспективність яких підтверджена наявністю прямих пошукових ознак корисних копалин. Масштаб П.р. визначається щільністю мережі пошукових спостережень (пошукової мережі), залежить від видів і складності геол. будови територій і змінюється в межах від 1:25000 до 1:5000. При пошуках більшості рудних родовищ використовується масштаб 1:10000. П.р. включають комплекси геологічних і геохімічних методів з проходкою поверхневих гірничих виробок і з бурінням пошукових свердловин.

## Пошукова мережа
Див. докладніше Сітка пошукова.
ПОШУКОВА МЕРЕЖА (СІТКА) (рос. поисковая сеть, англ. prospecting net, нім. Prospektionsnetz n) – система раціонально розташованих точок опробування (свердловин, джерел, колодязів тощо) при гідрогеохімічних пошуках корисних копалин.